# Hoger onderwijs
Hoger onderwijs is een opleidingsvorm die volgt op het voortgezet onderwijs (in Nederland) of secundair onderwijs (in Vlaanderen). Ze omvat het hoger beroepsonderwijs dat onderwezen wordt aan hogescholen, en wetenschappelijk onderwijs dat onderwezen wordt aan universiteiten. Het wetenschappelijk onderwijs is vooral gericht op wetenschappelijk onderzoek: nieuwe ontdekkingen of bevestiging van eerdere ontdekkingen. Hoger beroepsonderwijs is vooral gericht op het toepassen van bestaande wetenschappelijke kennis in de maatschappij en bedrijfsleven. Zowel op de universiteit als hogeschool wordt onderscheid gemaakt in drie hoofdstromingen: alfa (bijv. talen en geschiedenis), gamma (bijv. bedrijfskunde) en bèta (bijv. natuurkunde).  
Het hoger onderwijs kent sinds de Bolognaverklaring in 1999 een tweeledige structuur: drie of vier jaar bacheloropleiding, al dan niet gevolgd door één of twee jaren masteropleiding. Na de mastertitel bestaat de mogelijkheid ook de graad van doctor te behalen. Hiervoor verricht men enige jaren onderzoek, waarna men een proefschrift schrijft en hierop promoveert.
Iedereen die succesvol een opleiding heeft afgerond in het hoger onderwijs is gerechtigd tot het voeren van een academische titel in de eigen naam van de opleiding. De titels worden verkregen van rechtswege. Het voeren van de titel mag enkel indien men deze daadwerkelijk heeft verkregen. Het onjuist voeren ervan is strafbaar.

## Bolognaverklaring
Na de ratificatie van de Bolognaverklaring in 1999 volgen de opleidingen in de Europese Unie in het Hoger onderwijs de bachelor-masterstructuur.
Het hoger onderwijs kent de volgende structuur:
- een verkorte tweejarige studie, leidende tot een associate degree of graduaat;
- een gebruikelijke drie- of vierjarige bacheloropleiding;
- al dan niet gevolgd door één of twee of uitzonderlijk meerjarige masteropleiding.

De begrippen komen uit de Amerikaanse onderwijswereld en verwijzen semantisch naar de middeleeuwse academische opleidingsgraden van baccalaureus en magister.
De bacheloropleidingen komen grotendeels overeen met de vroegere graduaat (hogeschool) of kandidaat (universiteit) in Vlaanderen of het hoger beroepsonderwijs in Nederland. De masteropleidingen vervangen de vroegere licentiaten, ingenieurs- of artsentitels in Vlaanderen en doctorandustitels in Nederland.
In de bachelor-masterstructuur wordt de studiebelasting uitgedrukt in studiepunten volgens het European Credit Transfer System (ECTS). Eén studiejaar komt overeen met 60 studiepunten.

## Nederland en Vlaanderen
Het hoger onderwijs is in Nederland georganiseerd met de wet Wet op het hoger onderwijs en wetenschappelijk onderzoek. In Vlaanderen gebeurt dat door de Codex Hoger Onderwijs. Nederlandse en Vlaamse instellingen scoren consistent hoog in de wereldwijde ranglijst van hoger onderwijsinstellingen, waar ze vaak alleen de grote instellingen uit de Verenigde Staten en Engeland voor zich moeten dulden.
De Nederlandse Wet op het hoger onderwijs en wetenschappelijk onderzoek maakt een onderscheid tussen initiële en postinitiële opleidingen. Initieel onderwijs wordt bekostigd door de overheid en is voorbereidend op de arbeidsmarkt. Het postinitieel onderwijs bouwt hierop voort. In Nederland zijn er geen postinitiële bacheloropleidingen.
In Vlaanderen wordt tevens een onderscheid gemaakt tussen professionele bacheloropleidingen en academische bacheloropleidingen. De eerste bereiden voor op een beroep en stellen de kennis- en competentieleer van dit beroep centraal. De academische bacheloropleidingen bereiden niet expliciet voor op een beroep maar vormen vooral wetenschappelijk deskundigen, die zich verder kunnen verdiepen in een academische masteropleiding. Een professionele masteropleiding bestaat niet meer in Vlaanderen. Er is echter wel de mogelijkheid om via een schakelprogramma na het behalen van een professionele bachelor met een academische masteropleiding te starten.
In Nederland bestaan verschillende organisaties die belangen van studenten in het hoger onderwijs behartigen. Dit gebeurt vooral door de LSVb en het Interstedelijk Studenten Overleg (ISO). In Vlaanderen gebeurt dit door de Vlaamse Vereniging van Studenten (VVS).
In Nederland en Vlaanderen moeten opleidingen in het hoger onderwijs worden geaccrediteerd door de Nederlands-Vlaamse Accreditatieorganisatie (NVAO).
In Vlaanderen volgden tijdens schooljaar 2005-2006 zowat 163.500 studenten het hoger onderwijs, waarvan ruim één derde (60.866) aan een universiteit.